# Coco Rocha

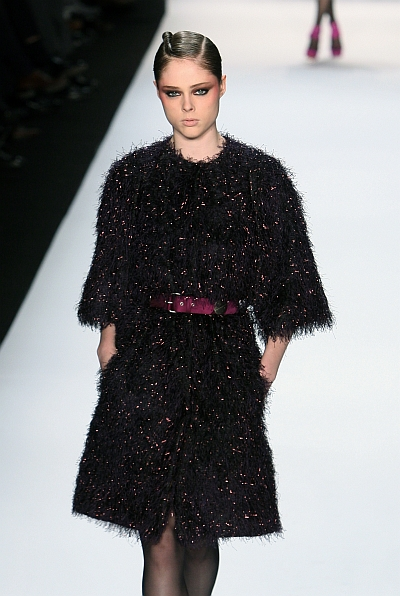
Coco Rocha (2008)

Mikhaila „Coco“ Rocha (* 10. September 1988 in Toronto) ist ein kanadisches Model. Sie ist die Gründerin des Coco Rocha Model Camps und Mitbesitzerin der Nomad Management Modeling Agency.

## Leben
Rocha wurde 1988 in Toronto geboren, zog jedoch in jungen Jahren nach Richmond, British Columbia. Ihre Eltern sind bei einer Fluggesellschaft tätig. Ihr Vater ist Ticket-Manager, ihre Mutter Flugbegleiterin. Sie hat eine Schwester und einen Bruder.
Sie ist seit dem 9. Juni 2010 mit dem britischen Innenarchitekten James Conran verheiratet. Das Brautkleid stammte von Zac Posen. Am 28. März 2015 brachte sie eine Tochter zur Welt; am 20. April 2018 folgte ein Sohn und am 22. November 2020 eine zweite Tochter.
Rocha gehört dem Glauben der Zeugen Jehovas an.

## Modelkarriere
2002 wurde sie bei einem irischen Tanzwettbewerb an ihrer damaligen Schule entdeckt und auf das Modeln angesprochen. Ihre Karriere begann 2006, als sie den Fotografen Steven Meisel traf und sie in Shows von Anna Sui, Marc Jacobs, Stella McCartney, Christian Lacroix und Louis Vuitton auftrat.
2007 wurde sie in der Mai-Ausgabe der amerikanischen Vogue neben Caroline Trentini, Doutzen Kroes, Sasha Pivovarova, Chanel Iman, Lily Donaldson, Raquel Zimmermann, Agyness Deyn, Hilary Rhoda und Jessica Stam in der neuen Gruppe der Supermodels genannt.
Rocha war auf Titelseiten von Mode-Zeitschriften wie Vogue, Flare, Mode, Numéro und i-D. Auch war sie in einer Vielzahl von Werbekampagnen wie Chanel, Dior, Dolce & Gabbana, Lanvin, The Gap, Tommy Hilfiger, Longchamp und Yves Saint Laurent zu sehen. 2020, 2022 und 2023 war sie Gastjurorin bei Germany’s Next Topmodel.